# Famille von Dönhoff
 (janvier 2021).
La famille von Dönhoff, parfois écrit en polonais Denhoff, est une famille de la noblesse immémoriale allemande, originaire du comté de La Marck à Dunehof en Westphalie qui s'est installée en Livonie, puis en Prusse à partir de 1620.

## Historique

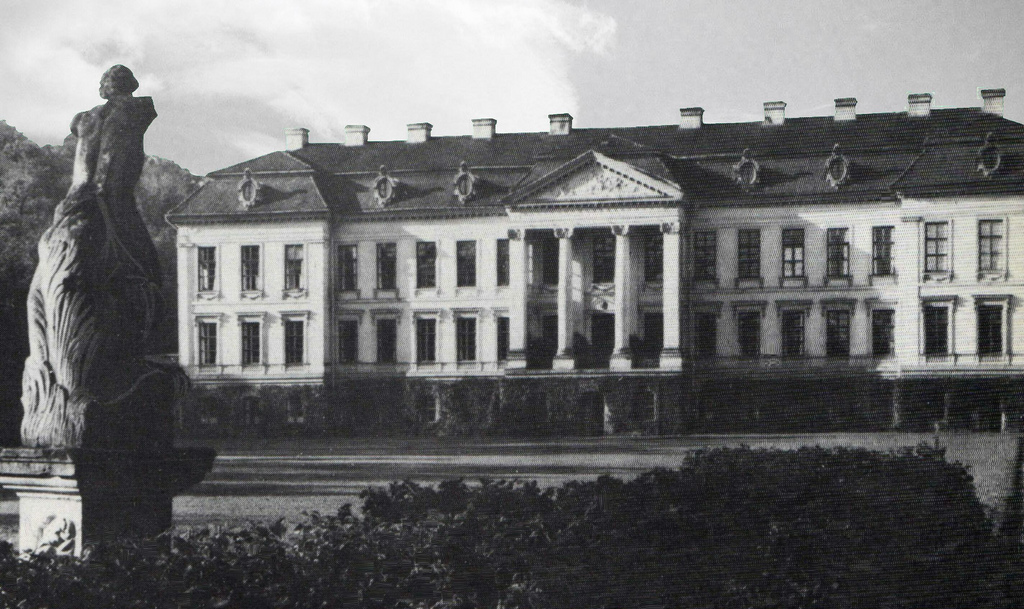
Le château de Friedrichstein, à 19 km à l'est de Königsberg, détruit par l'Armée rouge en janvier 1945.

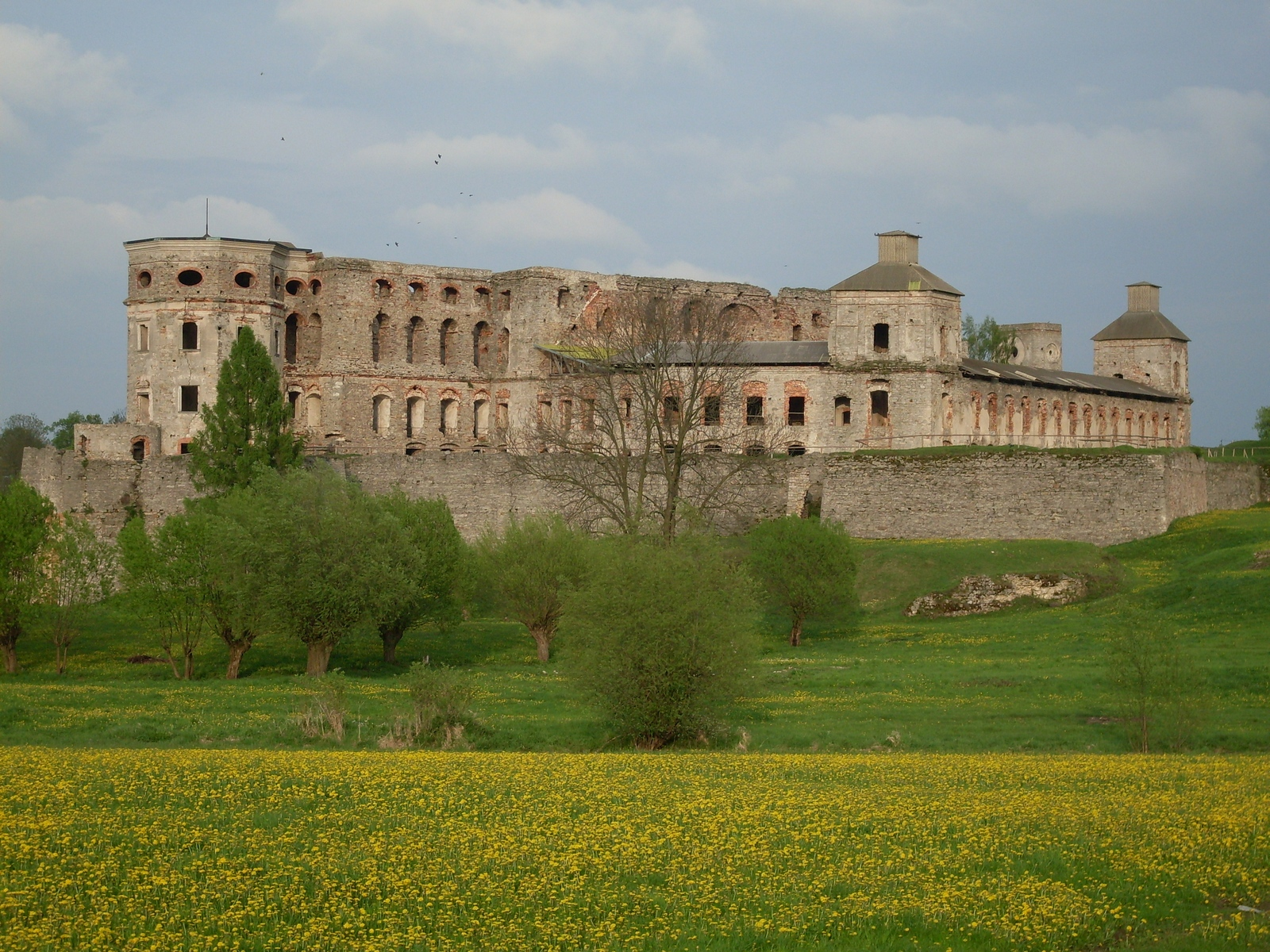
Le château de Krzyżtopór, près d'Opatów, racheté par en 1636, ruiné pendant la 2e Guerre mondiale.

C'est vers 1330 qu'arrive chez les chevaliers Porte-Glaive un ancêtre de la famille du nom de Hermanus de Dönhoff dans ce nouvel espace immense entre la Vistule et le lac Peïpous au nom que l'histoire retient comme étant la Livonie. Des siècles durant, Danois, Suédois, Polonais, Russes, puis Prussiens se combattent ou s'allient pour ces territoires. Les chevaliers teutoniques sont arrivés au XIIIe siècle à l'est de la Vistule dans de grands espaces non défrichés. L'ordre distribue de vastes terres en fief aux chevaliers laïcs à charge pour eux d'entretenir un service armé. Quarante arpents (près de 700 ha) donnent l'obligation au chevalier de servir en grand harnois et un destrier caparaçonné, accompagné de deux cavaliers. Pour moins de quarante arpents, on n'exige que des armes légères et un cheval.
Hermanus de Dönhoff, qui avait épousé une Pappenheim, fait construire au sud de Riga un second Dunehof, château fort au bord de la Muhs. Peu à peu, au fil des ans, les fiefs sont vendus aux chevaliers laïcs qui étaient devenus créanciers de l'ordre. Lorsque l'ordre est dissous après être passé à la réforme protestante, et que le dernier maître de l'ordre livonien Gotthard von Ketller, devenu luthérien, signe l'acte de soumission aux Polonais en 1567, commence l'ascension de la famille. Les terres au nord de la Düna passent au royaume de Pologne, celles au sud deviennent le duché de Prusse, satellite de la Pologne et fort convoité. Les Döhnoff se trouvent pour les uns, selon l'emplacement de leurs domaines, vassaux de la Pologne (cette lignée s'éteint au début du XIXe siècle) et pour les autres de la Prusse. Gert le Vieux von Dönhoff, qui était banneret de Livonie, adopte aussi le luthéranisme et se retrouve à la tête d'immenses domaines à sa mort en 1574 à Riddelsdorf (lv). Magnus Ernst, autre ancêtre des Dönhoff, qui avait été ambassadeur de Pologne en Saxe et au Brandebourg, a ainsi acquis par gage des terres au bord du Pregel qui forment plus tard le domaine de Friedrichstein dans la future province de Prusse-Orientale. Il est voïvode de Pernau. D'autres Dönhoff demeurent catholiques, comme Jean-Casimir qui devint prêtre, entra à la curie sous Innocent XI et fut nommé ambassadeur de Rome en Pologne et cardinal. Un autre, Caspar von Dönhoff, né en 1587, fut nommé prince et grand maréchal de la couronne de Pologne. Ses fils s'allièrent à de grandes familles du pays, les Radziwill, Leszczyński et Osalinski. Son frère, Gerhard von Dönhoff, fut envoyé par Ladislas IV de Pologne à Paris signer son acte de mariage avec la fille du duc de Mantoue, Louise-Marie de Gonzague-Nevers. En services rendus, il fut nommé castellan de Dantzig.
Les Dönhoff luthériens sont élevés au titre de comte du Saint-Empire en 1633 et les Dönhoff catholiques (vassaux de la Pologne) sont élevés au titre de comte du Saint-Empire en 1637, par Ferdinand III.
Une branche des Dönhoff luthériens s'installe en Prusse-Orientale en 1620 et acquiert le domaine de Friedrichstein (en leur possession de 1666 à 1945) à 19 km de Königsberg. Le château de Dönhoffstädt, anciennement Wolfsdorf, passe, à l'extinction de cette branche en ligne masculine, aux Stolberg-Wernigerode (jusqu'en 1945).

## Armes

Blason de la famille von Dönhoff

## Personnalités

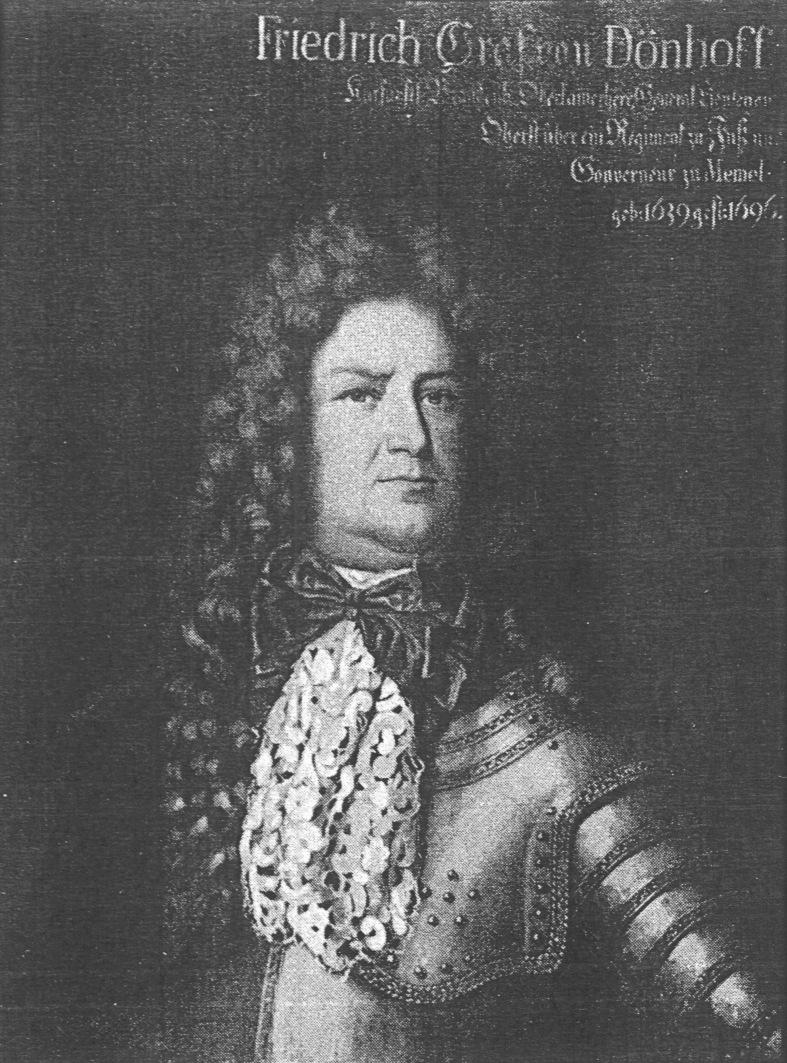
Friedrich von Dönhoff (1639-1696)

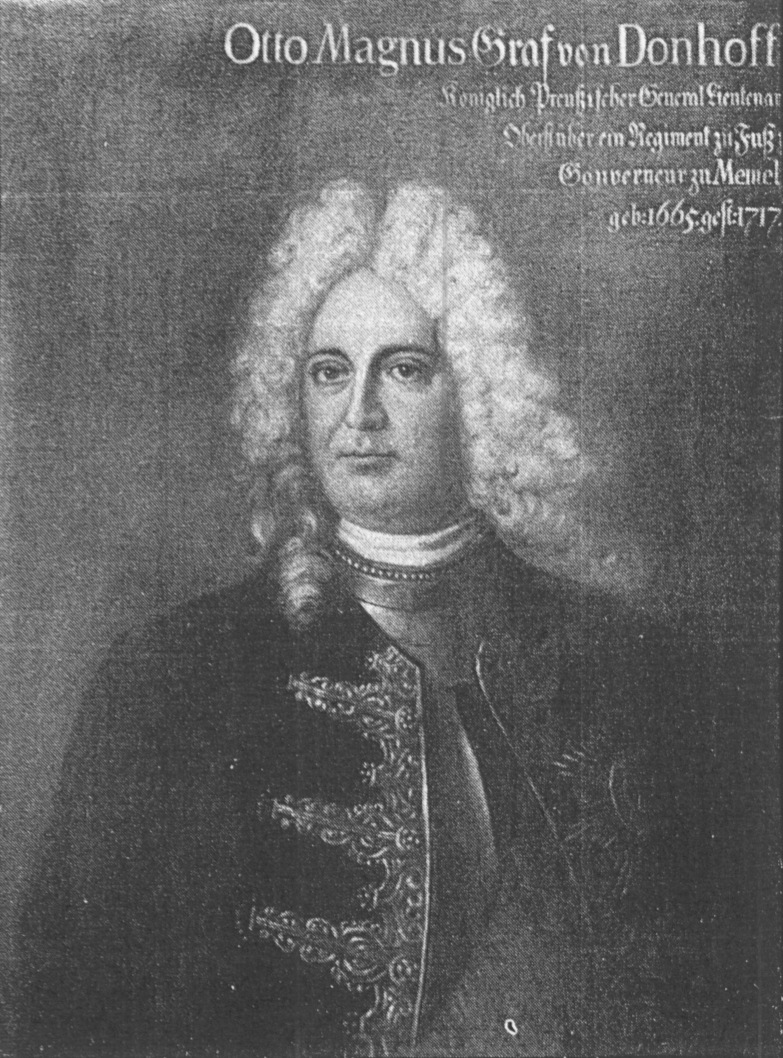
Otto Magnus von Dönhoff (1665-1717)

- Friedrich von Dönhoff (1639-1696), général
- Jerzy Albrecht Denhoff (de) (1640-1702), évêque
- Jan Kazimierz Denhoff (1649-1697), cardinal
- Otto Magnus von Dönhoff (1665-1717), général
- Bogislaw Friedrich von Dönhoff (de) (1669-1742), général
- Ernst Wladislaus von Dönhoff (de) (1672-1724), général
- Alexander von Dönhoff (1683-1742), général
- Karl Friedrich Ludwig von Dönhoff (de) (1724-1778), général
- Christian von Dönhoff (de) (1742-1803), ministre
- Sophie von Dönhoff (1768-1838), épouse morganatique de Frédéric-Guillaume II
- August Heinrich Hermann von Dönhoff (de) (1797-1874), ministre
- Louis von Dönhoff (de) (1799-1877), général
- Karl August von Dönhoff (1845-1920), diplomate
- Marion von Dönhoff (1909-2002), journaliste, écrivain et éditrice